# Mark Magidson
Mark Pawłowicz Magidson (ros. Марк Па́влович Магидсо́н; ur. 1901, zm. 1954) – radziecki operator filmowy. Dwukrotny laureat Nagrody Stalinowskiej (1949, 1951).

## Wybrana filmografia
- 1934: Trzy pieśni o Leninie
- 1946: Witaj, Moskwo!
- 1953: Bielinski
- 1954: Dygnitarz na tratwie